# محله‌کلا
محله‌کلا، روستایی از توابع بخش مرکزی شهرستان جویبار در استان مازندران ایران است. این روستا از نظر فاصله ی جغرافیایی در مجاورت جمعه بازار باستانی و پل تاریخی جمعه بازار قرار دارد که از جنوب متصل به روستای واسوکلا و از شرق به روستای گلیرد و از غرب هم رودخانه ی سیاهرود آن را احاطه کرده است و از شمال هم متصل به سراج محله و سراج کلا می‌باشد.

## جمعیت
این روستا در دهستان سیاهرود قرار داشته و براساس آخرین سرشماری مرکز آمار ایران که در سال ۱۳۸۵ صورت گرفته، جمعیت آن ۴۵۱ نفر (۱۲۶خانوار) بوده‌است.